# ساموئل روبیل
ساموئل روبیل (انگلیسی: Samuel Robail؛ زادهٔ ۲ ژوئن ۱۹۸۵) بازیکن فوتبال اهل فرانسه است.
از باشگاه‌هایی که در آن بازی کرده‌است می‌توان به باشگاه فوتبال سرن یونایتد و باشگاه فوتبال لیل اشاره کرد.